# Planktivoor

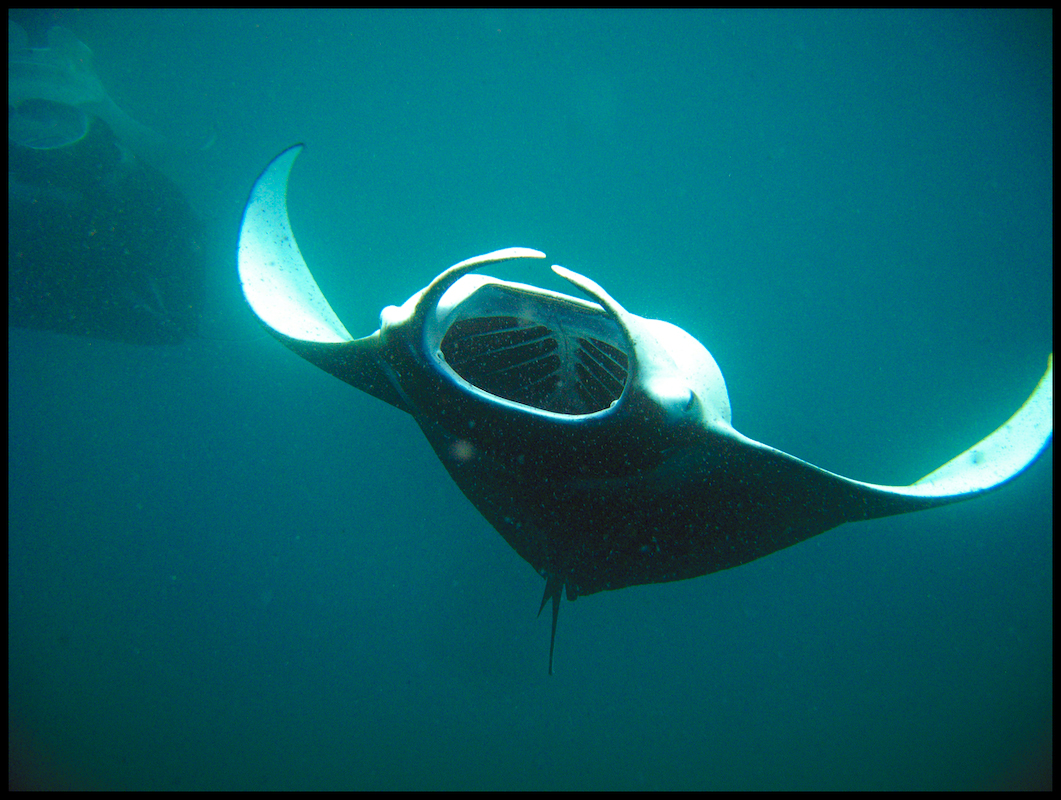
Een Manta die plankton aan het eten is

Een planktivoor is een aquatisch organisme dat zich voedt met plankton, waaronder zoöplankton en fytoplankton.

## Vormen van plankton

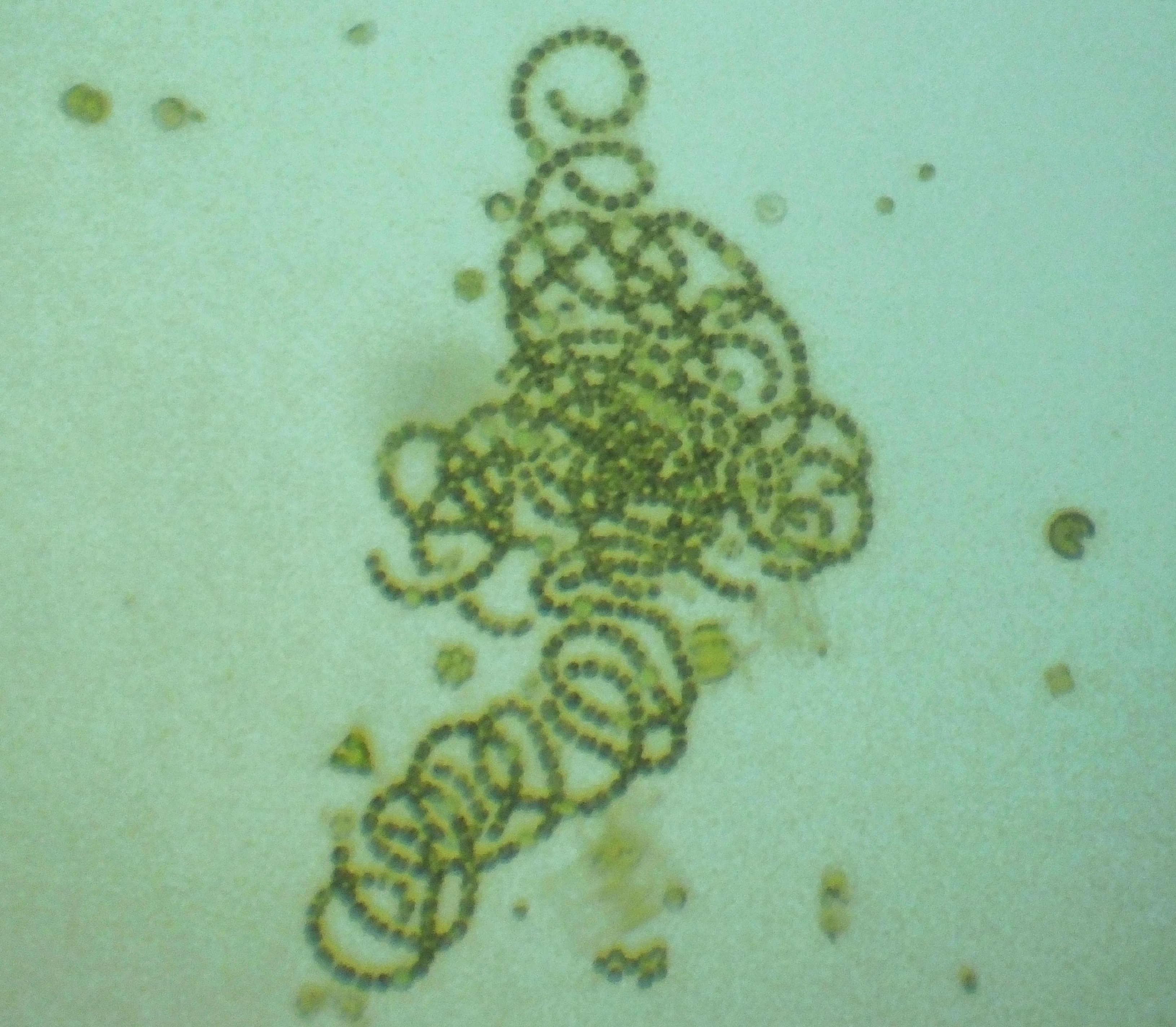
Fytoplankton (cyanobacteriën)

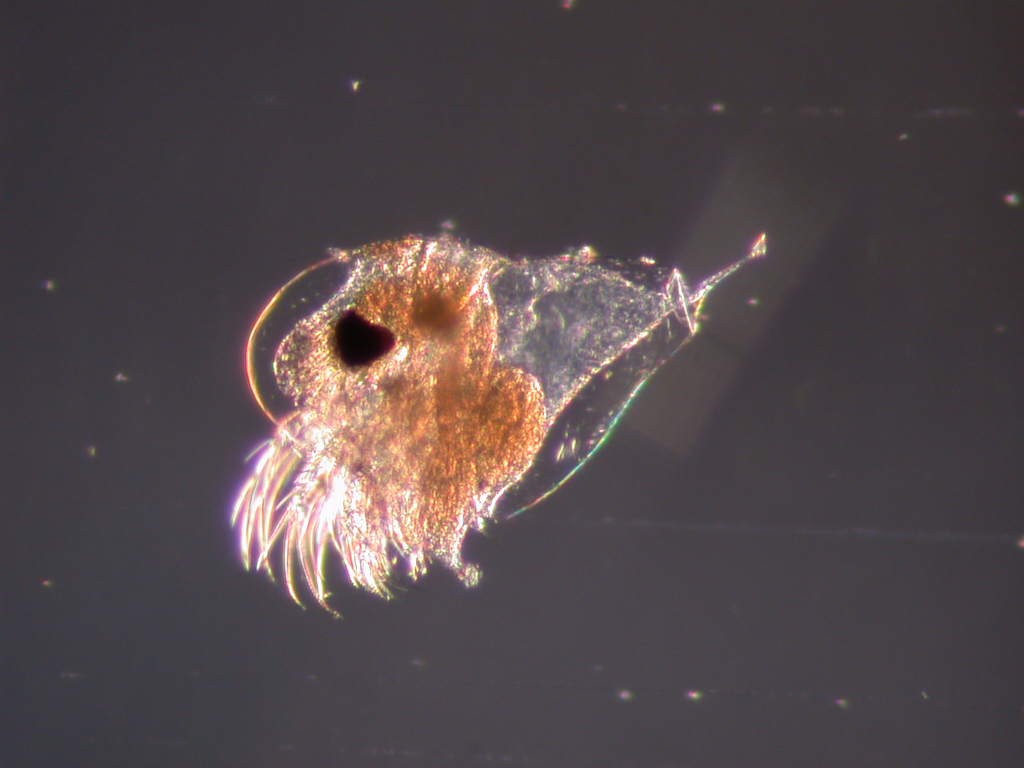
Zoöplankton (watervlo)

Fytoplankton zijn meestal fotosynthetische eencellige plantenorganismen. Deze organismen worden meestal gevonden in de buurt van het wateroppervlak, vanwege hun behoefte aan lichtenergie voor hun fotosynthetische processen. Fytoplankton levert het grootste deel van de zuurstof in het water en zorgt voor een grote hoeveelheid voedsel voor andere organismen.
Zoöplankton daarentegen zijn heterotroof; dieren die voedingsstoffen binnenkrijgen in plaats van ze te produceren via chemische reacties. Sommige taxa zijn slechts een deel van hun levenscyclus planktonisch.

## Vormen van planktivorie
Planktivoren nemen één of beide soorten plankton op. Titanichthys was de eerste enorme pelagische planktivoor van de gewervelde dieren, met een levensstijl die vergelijkbaar was met die van de moderne reuzenhaai, walvishaai of reuzenbekhaai.
De meeste vissen zijn planktivoren gedurende een deel of hun hele levenscyclus, vooral als ze nog larven zijn. Er zijn obligate planktivoren, die zich alleen voeden met plankton, en facultatieve planktivoren, die plankton opnemen wanneer het kan, maar ook andere soorten voedsel eten.
De draadvinnige elft (Dorosoma cepedianum) heeft bijvoorbeeld gedurende zijn hele levenscyclus een vraatzuchtige eetlust voor verschillende vormen van plankton. Het is een obligate planktivoor wanneer het nog jong is, deels vanwege zijn zeer kleine mondmaat. Naarmate het groeit wordt het een alleseter, volwassen draadvinnige elften consumeren grote hoeveelheden zoöplankton totdat het schaars wordt en wenden zich vervolgens tot organisch afval voor voedsel.
Planktivoren halen op twee manieren voedsel binnen. Deeltjesvoeders eten selectief plankton. Filtervoeders verwerken massa's water en filteren het voedsel massaal uit. "Sleepnet" filtervoeders zwemmen snel met open mond om het water te filteren, en pompende filtervoeders zuigen water op. Ten slotte is er "gulpend" gedrag, waarbij bolussen water worden opgeslokt; de Amerikaanse rivierharing (Alosa pseudoharengus) voedt op deze manier.

## Planktivore ecologie
Plankton behoort tot de lagere trofische niveaus in voedselketens. Planktivoren beïnvloeden de voedselketen door de populatie van plankton op verschillende manieren te veranderen, een proces dat bekend staat als de trofische cascade. De draadvinnige elft speelt opnieuw deze rol. Het consumeert fytoplankton wanneer het klein is, zoöplankton wanneer het groter is en ander voedsel wanneer het het zoöplankton in het gebied heeft opgemaakt. Daarnaast heeft dit invloed op de populaties van andere vissen die afhankelijk zijn van zoöplankton, zoals Lepomis macrochirus.